# 环十二酮
環十二酮是一種有机化合物，化學式為(CH2)11CO。它是一種環酮，在室溫下為白色固體。环十二烷经環十二醇的氧化反应可得環十二酮。
環十二酮主要用作1,12-十二烷二酸和十二内酰胺的前體，它們本身是某些特製尼龙的前體。有少量環十二酮會被轉換成环十六酮，用於一些香水中。